# Joachim Raff
Joachim Raff (Lachen, Schwyz kanton, 1822. május 27. – Majna-Frankfurt, 1882. június 25.) svájci–német zeneszerző és zenepedagógus.

## Munkássága
Orgonista édesapjától tanult zenét, majd Schwyzben végezte gimnáziumi tanulmányait. Első műveit beküldte Mendelssohnnak, aki nagy elismeréssel szólt róluk, valamint kiadót is szerzett számára. Éveken át Liszt közelében élt, ezzel magyarázható, hogy 113. műve magyar rapszódia, zongorára, és 194. műve magyar suite, zenekarra (F-dúr). 1859-ben Wiesbadenben feleségül vette Doris Genast színésznőt; innen csak 1877-ben költözött el, amikor meghívták a Hoch-féle konzervatórium igazgatójának.
200-nál sokkal több műve közül nevezetesebbek: zenekarra írt 11 nagy szimfónia (Im Walde, op. 153. a legjelentékenyebb) és egy apró; 10 megnyitó zenemű, egy-egy hangversenydarab zongorára, hegedűre, gordonkára; mintegy 200 zongoradarab, Dame Kobold és 4 más, alig előadott dalmű; 130 zsoltár és egyéb nagyszabású karének.

## Forrás
- Raff. In  A Pallas nagy lexikona. Szerk. Bokor József. Budapest: Arcanum – FolioNET. 1998.  ISBN 963 85923 2 X